# Lea Gruber
Lea Gruber (* 9. Februar 1997 in Bad Cannstatt) ist eine deutsche Handballspielerin, die für den deutschen Erstligisten SV Union Halle-Neustadt aufläuft.

## Karriere

### Im Verein
Gruber spielte anfangs für die SF Schwaikheim. Im Jahr 2014 schloss sich die Rückraumspielerin dem Oberligaaufsteiger SC Korb an. Zusätzlich war Gruber in der Saison 2014/15 für den SV Remshalden spielberechtigt, mit dessen A-Jugend sie in der A-Jugendbundesliga antrat. Mit Korb gewann sie im Jahr 2015 die Oberligameisterschaft und stieg in die 3. Liga auf. Im Jahr 2017 gelang dem SC Korb den Staffelsieg der Südstaffel in der 3. Liga. Da der Aufstieg in die 2. Bundesliga für den Verein finanziell nicht möglich war, wurde mit dem VfL Waiblingen die Spielgemeinschaft FSG Waiblingen/Korb gegründet, wobei die Zweitligalizenz an Waiblingen ging. In der Saison 2017/18 erzielte sie 137 Treffer für die Frauenspielgemeinschaft. In der darauffolgenden Spielzeit trat die Mannschaft als VfL Waiblingen an, für die sie 119 Tore warf. Anschließend wechselte Gruber studienbedingt zum Ligakonkurrenten SV Union Halle-Neustadt. Mit Halle-Neustadt stieg sie 2020 in die Bundesliga auf. Im Sommer 2022 wechselte sie zum schwedischen Erstligisten Kristianstad HK. Seit dem Sommer 2024 spielt sie wieder beim SV Union Halle-Neustadt.

### In Auswahlmannschaften
Lea Gruber lief für die Landesauswahl des Handballverbandes Württemberg auf. Im Jahr 2013 gewann sie mit Württemberg den DHB-Länderpokal. Im selben Jahr nahm sie mit der deutschen Jugendnationalmannschaft an der U-17-Europameisterschaft teil, bei der Deutschland den zehnten Platz belegte.